# Zhigalova
Zhigalova är ett berg i Antarktis. Det ligger i Östantarktis. Australien gör anspråk på området. Toppen på Zhigalova är 3 025 meter över havet.
Terrängen runt Zhigalova är huvudsakligen en högslätt. Trakten är obefolkad. Det finns inga samhällen i närheten.